# Akkordeonorchester
Akkordeonorchester sind Orchester, die hauptsächlich mit Akkordeons besetzt sind. Akkordeonorchester sind in der Regel Laienorchester und international verbreitet.
In einem Akkordeonorchester wird nur die rechte Diskantseite des Instrumentes benutzt, die linke Bassseite wird in der Regel nicht benötigt. Die Bassstimmen werden meist von einem elektronischen Akkordeon oder einem Bassakkordeon gespielt. Die Auswahl verschiedener Register dient dazu, verschiedene Klangfarben zu erzeugen, die dem Charakter des Stückes entsprechen. Die in Erwachsenenorchestern gebräuchlichen großen 120-bässigen Instrumente verfügen auf der Diskantseite üblicherweise über mindestens elf verschiedene Register.

## Aufbau

Beispielhafte Sitzordnung eines Akkordeonorchesters

Das orchestrale Akkordeonspiel unterteilt sich in drei Arten, die sich nicht streng voneinander abgrenzen lassen. Dazu gehören das große Akkordeonorchester, das Akkordeon-Ensemble (je Stimme höchstens zwei Spieler) sowie Akkordeon-Spielgruppen. Ab 13 Akkordeonspielern spricht man von einem Akkordeonorchester. Es gibt Schüler-, Jugend- und Erwachsenen- sowie seit einiger Zeit auch Seniorenorchester. Viele Akkordeonorchester bestehen aus 20 bis 35 Spielern; es gibt jedoch auch Abweichungen.
Die Spieler eines Akkordeonorchesters teilen sich in verschiedene Stimmen auf: Die erste Stimme spielt meistens die höchste Lage und häufig Läufe. Die zweite Stimme ist von der Lage her etwas tiefer als die erste Stimme. Auch in der zweiten Stimme kommen regelmäßig Läufe vor; jedoch nicht so oft wie in der ersten Stimme. Die dritte Stimme ist von der Lage her wesentlich tiefer als die zweite Stimme. Sie hat relativ wenig Läufe und bildet oft den Kontrapunkt, also eine eigenständige Gegenmelodie. Die vierte Stimme ist die Rhythmusstimme. Sie ist, zusammen mit Bass und Schlagzeug, für die Begleitung zuständig. Läufe kommen kaum vor, dafür jedoch sehr häufig mehrstimmige Akkorde. Der Bass ist ein (oft elektronisches) Akkordeon, das tiefe Töne erzeugt und nur auf der rechten Diskantseite über Tasten und keine Knöpfe auf der linken Bassseite verfügt. Zusammen mit der vierten Stimme und dem Schlagzeug bildet er die Rhythmusgrundlage des Orchesters.
In einigen Akkordeonorchestern wird der Bass durch Keyboards oder Kontrabass ersetzt oder ergänzt. Das Schlagzeug ist zusammen mit Bass und vierter Stimme für den Rhythmus im Orchester zuständig. In vielen Akkordeonorchestern gibt es ein Elektronium bzw. mehrere Elektronien, das heißt, ein elektronisches Akkordeon, das nur auf der rechten Diskantseite über Tasten und keine Knöpfe auf der linken Bassseite verfügt, hohe Töne erzeugt und die Klangfarben verschiedener Instrumente, z. B. von Blasinstrumenten wie Trompete, Posaune oder Horn, nachahmt. In einigen Akkordeonorchestern wird das Elektronium durch Keyboards ersetzt. Abhängig von der Bearbeitung eines Stückes kann es zusätzliche Stimmen geben, z. B. eine fünfte Stimme oder eine Klavier- oder Keyboardstimme.

## Repertoire
Akkordeonorchester spielen sowohl Originalliteratur, die speziell für Akkordeonorchester komponiert wird (im Allgemeinen konzertante Stücke), als auch Bearbeitungen, bei denen bereits existierende Stücke für Akkordeonorchester arrangiert werden. Akkordeonorchester führen Musik vieler verschiedener Stilrichtungen auf.
Beliebte Bearbeitungen sind beispielsweise die Suite Nr. 2 aus L’Arlésienne von George Bizet und die Komödiantensuite von Dimitri Kabalewski. Stücke von Johann Strauss, Johannes Brahms, Gioachino Rossini und Georg Friedrich Händel sind ebenso Teil des Repertoires vieler Orchester wie Werke von Astor Piazzolla, Abba oder Udo Jürgens, Ouvertüren aus Opern, Melodien aus Operetten und Musicals sowie Filmmelodien.

## Bekannte Komponisten für Akkordeonorchester
- Thomas Bauer
- Hans Boll
- Renato Bui
- Hubert Deuringer
- Fritz Dobler
- Adolf Götz
- Heinz Ehme
- Hugo Herrmann
- Stefan Hippe
- Wolfgang Jacobi
- Hans-Günther Kölz
- Jürgen Löchter
- Curt Mahr
- Willi Münch
- Werner Niehues
- Josef Preißler
- Wolfgang Ruß
- Hermann Schittenhelm
- Ralf Schwarzien
- Rudolf Würthner

## Auswahl Akkordeonorchester in Deutschland
Das erste Akkordeonorchester in Deutschland war das 1927 auf Initiative des Akkordeonherstellers Hohner unter Leitung von Hermann Schittenhelm gegründete Hohner Akkordeonorchester.
In Deutschland gab es im Jahr 2006 ca. 1900 Akkordeonorchester. Dazu gehören auf Landesebene zahlreiche Auswahl- sowie ein Bundesakkordeonorchester. Üblicherweise finden mehrmals jährlich zwei- bis dreitägige Probenphasen statt. Es werden Konzerte im In- und Ausland gegeben.
Viele Akkordeonorchester gehören dem Deutschen Harmonika Verband e. V. (DHV e. V.) an. Der DHV ist Mitglied im Deutschen Musikrat (DMR). Der DHV ist der zweitgrößte instrumentale Laienverband in Deutschland und richtet regelmäßig Wettbewerbe auf Bezirks-, Landes- und Bundesebene aus. Der DMR veranstaltet alle vier Jahre einen Orchesterwettbewerb (DOW), an dem viele Akkordeonorchester teilnehmen.
Zu den Akkordeonorchestern in Deutschland gehören:
- Bundesakkordeonorchester
- Akkordeonlandesjugendorchester Baden-Württemberg
- Landesjugendakkordeonorchester Bayern
- Landesakkordeonorchester Berlin
- Landesjugendakkordeonorchester Brandenburg
- Sinfonisches Akkordeonorchester Hessen
- A-Train Landes-Akkordeon-Bigband Hessen
- ACOLLAGE Niedersachsen
- Landesjugendakkordeonorchester NRW
- Landesakkordeonorchester Rheinland-Pfalz
- Landesjugendakkordeonorchester Rheinland-Pfalz
- Landesorchester Saarland
- Landesakkordeonensemble Sachsen-Anhalt
- Landesakkordeonorchester Thüringen

## Akkordeonorchester in den USA
In den 1910er Jahren wurde das Akkordeon von der amerikanischen Öffentlichkeit noch nicht als „ernsthaftes“ Musikinstrument akzeptiert und war typischerweise im Varieté zu sehen. Es wurde nur gelegentlich von Solisten verwendet, die mit traditionellen Orchestern in den großen Konzertsälen der Vereinigten Staaten auftraten. Infolgedessen spielten Akkordeonorchester im frühen 20. Jahrhundert im Allgemeinen Volksmusik und Aufnahmen von „ernster Musik“ von Amerikas Akkordeonorchester waren noch nicht weit verbreitet. Als das Akkordeon schließlich immer beliebter wurde, gründete der Akkordeonist Joe Biviano in den 1940er Jahren die New York Accordion Symphony in New York City. Er wurde als „Vater“ des Akkordeon-Symphonie-Ensembles in den Vereinigten Staaten bezeichnet. Bemerkenswert war auch Dr. Jacob C. Neupauer, der das Philadelphia Accordion Orchestra gründete, das aus 32 Akkordeons, Harfe, Kontrabass, Pauken und zwei Trompeten bestand. Sein Orchester tourte dreißig Jahre lang auf großen Konzertbühnen entlang der Ostküste der Vereinigten Staaten.
In den 1940er Jahren wurden auch in mehreren großen Städten der Vereinigten Staaten von Amerika Akkordeonorchester gegründet. Diese Akkordeonorchester waren im Allgemeinen größer als die kleineren Akkordeonkapellen, die in den 1930er Jahren in Deutschland entstanden. Sie beschäftigten oft zwischen fünfzig und einhundert Akkordeonisten und spezialisierten sich auf die Aufführung „ernster“ populärer und klassischer Musik. Dazu gehörten:
- „The New York Accordion Symphony“ in New York City
- „The Springfield Accordion Orchestra“ in Massachusetts
- „The Houston Accordion Symphony“ in Houston, Texas
- „The Philadelphia Accordion Orchestra“ in Philadelphia, Pennsylvania

In den 1950er Jahren erreichte das „Goldene Zeitalter“ des Akkordeons in den Vereinigten Staaten seinen Höhepunkt, und das Instrument erfreute sich großer Beliebtheit. Bald darauf wurde 1961 schließlich das erste große phonografische Album veröffentlicht, das in den Vereinigten Staaten mit einem Akkordeon-Sinfonieorchester aufgenommen wurde („Pietro Deiro Presents the Accordion Orchestra“, Coral, CRL-57323). Die Akkordeons wurden in Italien hergestellt und speziell gestimmt, um es den Musikern zu ermöglichen, die unterschiedlichen Klänge der einzelnen Abschnitte eines modernen Symphonieorchesters nachzubilden. Es umfasste Auftritte führender amerikanischer Akkordeonisten, die sich sowohl auf klassische Musik als auch auf Jazz spezialisiert hatten. Dazu gehörten: Joe Biviano (Präsident der American Accordionists Association), Carmen Carrozza (klassische Akkordeonistin), Orlando Di Girolamo (Präsident der Accordion Symphony Society), Tony Mecca (der mit Leonard Bernstein zusammenarbeitete), Angelo Di Pippo (ein bekannter Jazz-Akkordeonist und Arrangeur für Robert Merrill), John Serry und Alfonso Veltri (Direktor des National Conservatory of Music). Sie führten Werke mehrerer Komponisten klassischer Musik auf, darunter: Nikolai Rimsky-Korsakov, Carl Maria von Weber, Nicolo Paganini und Pjotr Iljitsch Tschaikowski. Die Auftritte wurden in der Zeitschrift The Billboard für ihr hohes Maß an Musikalität gelobt.